# Journal of Medicinal Chemistry
Journal of Medicinal Chemistry, скорочено J. Med. Chem. — науковий журнал в галузі медичної хімії, який видається Американським хімічним товариством. Оригінальна назва Journal of Medicinal and Pharmaceutical Chemistry була скорочена до поточної в 1963 році. 
Засновником журналу і його першим головним редактором з 1959 по 1971 рік був Альфред Бургер. Наступні сорок років журналом керував Філіп Портогезе. На початку 2012 року свівредакторами журналу стали Гунда Георг і Шаомен Ван.
Імпакт-фактор у 2019 році склав 6,205.  Відповідно до статистики ISI Web of Knowledge у 2014 році журнал посів третє місце серед 59 журналів у категорії медична хімія.
У 2010 році було засновано відгалуження ACS Medicinal Chemistry Letters .